# Reattore nucleare ad acqua pressurizzata

Schema di una centrale PWR

Il reattore nucleare ad acqua pressurizzata (in inglese PWR: Pressurized Light-Water Moderated and Cooled Reactor) è un tipo di reattore nucleare a fissione.
Questi reattori sono stati realizzati inizialmente nella propulsione navale, per le loro ridotte dimensioni e per l'assenza di problemi del movimento del fluido nel recipiente in pressione durante la navigazione. Per la produzione di vapore, a differenza delle filiere BWR, RBMK, AGR ma in comune con i reattori PHWR, si avvalgono di un circuito separato: sono cosiddetti a ciclo duale, cioè il fluido che va in turbina non transita per il nocciolo.
Secondo l'AIEA, nel mondo vi sono 298 reattori di tipo PWR operativi e in shutdown di lungo periodo, 45 reattori in costruzione e 53 reattori in shutdown permanente.

## Storia
Questa tipologia di reattore è nata storicamente per la propulsione sottomarina con l'esigenza di compattezza e di lunga durata: il primo reattore fu STR-Mk1 studiato dal 1948 all'Argonne National Laboratory e realizzato nel marzo 1953, mentre il primo sottomarino nucleare in assoluto e il primo con la tecnologia ad acqua in pressione fu il Nautilus varato solo due anni più tardi. La prima centrale di potenza significativa fu quella di Shippingport inizialmente di 60 MWe, con pressione del primario di 13,8 MPa e del secondario di 4,1 MPa, non molto lontani da quelli odierni. Questa tipologia di reattore rappresenta la maggioranza assoluta (65%) della potenza nucleare oggi installata. I costruttori sono stati storicamente: Westinghouse Electric Company, Babcock & Wilcox, Combustion Engineering (oggi assorbita dalla Westinghouse Electric Company), Mitsubishi, Framatome (AREVA), KWU (oggi Siemens Energy), Monitor, Rosatom (per la tipologia VVER).

## Funzionamento

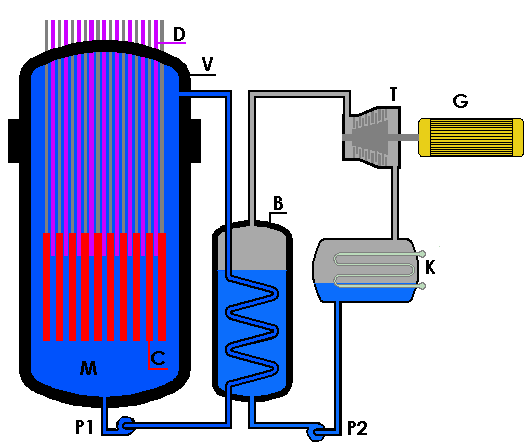
Schema di un reattore PWR

In questo reattore l'acqua leggera di raffreddamento del nocciolo (circuito primario), usata anche come moderatore, viene tenuta a pressioni elevate intorno ai 15,5 MPa nominali, nel caso dell'EPR, in modo da poter raggiungere temperature elevate senza cambiamento di stato.
Il circuito primario funziona a temperature massime dell'ordine dei 327 °C; ciò limita nella pratica la produzione di vapore nel circuito secondario (P2) a pressioni di 7,8 MPa, riducendo quindi il rendimento termico dell'impianto. A causa dell'idrolisi dell'acqua causata principalmente dall'irraggiamento neutronico molto elevato presente nel reattore, si avrà circuito una quantità non indifferente di idrogeno ed ossigeno disciolti nel refrigerante del circuito primario. Un eccesso di idrogeno favorisce la formazione di NH4OH, generando un ambiente basico all'interno del core e aumentando il rateo di corrosione. Per evitare che ciò avvenga si immette idrogeno gassoso nel core al fine di sbilanciare la reazione di idrolisi verso sinistra oppure si introduce acido borico, usato anche per il controllo del reattore nel lungo periodo.
Con riferimento alla figura, il reattore PWR è costituito da due circuiti ad acqua interfacciati dal generatore di vapore:
- Il circuito primario  è costituito da un recipiente in pressione (in inglese vessel, termine riportato talvolta anche in italiano) V, che contiene il nocciolo formato da elementi di combustibile (C) al cui interno scorrono le barre di controllo (D), il moderatore di neutroni (M) è l'acqua, che funge anche da fluido refrigerante. L'acqua sottrae calore per conduzione al nocciolo caldo spinta da una pompa di ricircolo (P1).
- Il circuito secondario, non radioattivo, è costituito dalla parte superiore del generatore di vapore (B) in cui viene fatta circolare acqua. Lo scambio di calore, senza contatto diretto, tra l'acqua del primario e quella del secondario genera vapore che, a pressione relativamente bassa, passa nella turbina (T) la quale è accoppiata ad un generatore elettrico (G), che produce elettricità da immettere in rete. Dalla turbina il vapore passa al condensatore (K) dove viene condensato, fornendo così l'acqua da reimmettere in ciclo mediante la pompa (P2).

## Elemento di combustibile
L'elemento di combustibile impiegato in questo tipo di reattori è costituito da un fascio di barrette di combustibile di sezione quadrata, costituito inizialmente da fascio di barre 15x15 e passato oggi a 17x17 con circa lo stesso ingombro complessivo per aumentare la superficie di scambio con una conseguente diminuzione del diametro delle barre, della frazione volumetrica di moderatore e della potenza termica lineare. Il fascio è tenuto alle estremità da 2 piastre e internamente da 7-10 griglie spaziatrici in Inconel o Zircaloy che consentono dilatazioni assiali e piccole radiali con lamelle elastiche. Il numero e la lunghezza degli elementi di combustibile dipende dalla taglia (e dall'arricchimento) del reattore, infatti si cerca di raggiungere la configurazione di un reattore omogeneo, cioè sferico. Questa configurazione si raggiunge creando un reattore cilindrico in cui l'altezza è pari al diametro, nel caso di un reattore EPR da 4500 MWt ciò si raggiunge tramite 241 elementi di combustibile alti 4.2 metri (per quanto riguarda l'altezza attiva alla generazione di calore).
Ognuna di queste barrette è composta da 265 pastiglie in biossido di uranio realizzate tramite sinterizzazione termomeccanica a circa 1600 °C con densità circa 95% di quella del composto puro 10,9 g/cm³ a clessidra o con foro superficiale sulle facce piane per compensare dilatazioni termiche. Vengono poste in esercizio inguainate sulla superficie laterale in lega di zirconio (per i reattori Westinghouse Gen II si utilizza Zircaloy 4, per l'EPR lega M5, per l'AP1000 lega ZIRLO, per il reattore VVER lega E-110) con una intercapedine di Elio a 1,5-3,4 MPa (3,0 per EPR; 3,4 per AP1000) per ragioni termomeccaniche e ognuna resa stagna con dei tappi saldati al tubo alle sue estremità.
Nelle 24 posizioni in sezione che restano si possono trovare 4 tipi di componente in ordine decrescente di numero: 
- misuratori di flusso neutronico utili nelle fasi sottocritiche di caricamento, salita in potenza e spegnimento.
- manicotti guida in inox per lo scorrimento delle barre di controllo
- barre di veleni neutronici bruciabili in vetro borosilicato al 12.5% di Boro arricchito inguainate esternamente e internamente in inox con intercapedine e frazione di vuoto per l'Elio che si forma dall'assorbimento neutronico del Boro-10, assemblate in fasci con o senza sorgenti neutroniche.
- barre di sorgenti neutroniche inguainate in inox, che forniscono il livello di base per i misuratori suddivisibili in:
  - barre primarie, contenenti californio, ciascuna associata a 23 barre di veleno bruciabile in ognuno dei due fasci primari.
  - barre secondarie, contenenti antimonio-berillio, quattro delle quali insieme a 8 barre di veleno bruciabile in ognuno dei due fasci secondari.

Questi tre tipi di barre sono incanalate da guide in Zircaloy 4, saldate alla piastra superiore e avvitate e poi saldate a quella inferiore: una volta assemblato l'elemento di combustibile non possiede parti in movimento ma ospita fori per il movimento del corrispondente assemblaggio di controllo.
Negli elementi che contengono solo combustibile i 24 vuoti sono comunque inguainati dai manicotti di inox già citati per ridurre la portata di bypass del refrigerante che non va a lambire il combustibile.

## Nocciolo
Il nocciolo è cilindrico compatto, si trova nella parte centrale del recipiente in pressione è costituito da elementi di combustibile il cui arricchimento aumenta radialmente per compensare le maggiori perdite di neutroni verso l'esterno. Si passa ad esempio per l'AP1000 dal 4.45% periferico al 3.40% intermedio al 2.35% interno, in cui le legioni medie ed interne sono mischiate in varie configurazioni a seconda del ciclo specifico per uniformare la produzione di energia. La strategia di ricambio è solitamente centripeta (in inglese out-in), in quanto si rimuovono elementi centrali per un terzo del nocciolo, si spostano gli altri verso il centro e si carica il terzo nuovo alla periferia del nocciolo, con una cadenza di circa 12–24 mesi (a seconda di vari fattori quali utilizzo del combustibile, Burnup massimo). L'EPR ha la possibilità di seguire anche un ricambio centrifugo (in-out).
Il rapporto volumetrico moderatore-combustibile è piuttosto basso (circa 1.9) in confronto alle altre tipologie di reattore, per consentire la fertilizzazione dell'uranio-238, con la conseguenza di richiedere arricchimento maggiore a parità di fattore di moltiplicazione senza consentire l'uso di uranio naturale e la sottomoderazione. Con l'arricchimento tradizionale del 3% la densità di potenza è dell'ordine dei 35 kW/kg ovvero circa 100 MW/m³, e si realizza un utilizzo del combustibile del 3.2% con un burnup dell'ordine dei 2,85 TJ/kg, mentre con arricchimento del 5% in linea con le tendenze attuali si arriva al 6.3% cioè a circa 5,18 TJ/kg, permettendo inoltre un maggiore margine di antireattività a scapito della fertilizzazione. La reattività cala con la temperatura in conseguenza del calo della densità del moderatore più che dell'effetto Doppler nell'assorbimento neutronico. Senza controllo il margine è del 22% a freddo, del 17% a piena potenza, del 14% a veleni non bruciabili Xenon-135 e Samario-149 in equilibrio. Il veleno bruciabile Boro-10 della regolazione normale assorbe il 7% in barra e altrettanto in soluzione, mentre il controllo assorbe in emergenza al massimo il 12% (a barre completamente inserite): il margine di spegnimento è perciò del 4%. Normalmente però le barre di controllo intervengono solo in misura minore per la compensazione locale del calo di temperatura e dell'aumento in concentrazione dei veleni non bruciabili.

### Moderatore
I PWR appartengono alla categoria dei reattori termici, cioè le fissioni dell'uranio 235U sono causate da neutroni termici. Poiché i neutroni prodotti dalle fissioni sono veloci, cioè ad alto contenuto energetico, il reattore necessita di un moderatore, cioè una sostanza capace di rallentare i neutroni e con bassa propensione ad assorbirli (Sezione d'urto). L'effetto moderante dell'acqua cresce in funzione della sua densità (coefficiente di vuoto negativo), che si traduce in un aspetto vantaggioso ai fini della sicurezza. Se infatti per via di una anomalia il reattore dovesse produrre più energia di quella che il refrigerante riesce a rimuovere, si verificherebbe un aumento della temperatura media del fluido con una inevitabile riduzione della sua densità, e pertanto del potere moderante dell'acqua. In questo modo l'anomalia viene in automatico smorzata dall'impianto. Questa proprietà garantisce una buona stabilità dell'impianto, infatti si dice che è un impianto "intrinsecamente sicuro".

## Altri componenti del reattore
Oltre al nocciolo ci sono altri componenti necessari alla neutronica del reattore, al suo sostegno e isolamento termomeccanico alla sua sicurezza. Il requisito generale è che il refrigerante scorra il più possibile attraverso il nocciolo e refrigeri anche la testa evitando differenze di temperatura tra nocciolo e testa e quindi perdite attraverso le tenute testa-cappello.

### Deflettore
Il deflettore (in inglese baffle) è un involucro prismatico in lamiera aderente al nocciolo che lo racchiude aderendo agli spigoli degli elementi di combustibile esterni, ancorato ad un involucro cilindrico detto tamburo che a sua volta si appoggia all'esterno del recipiente in corrispondenza della flangia di testa.

### Recipiente del reattore

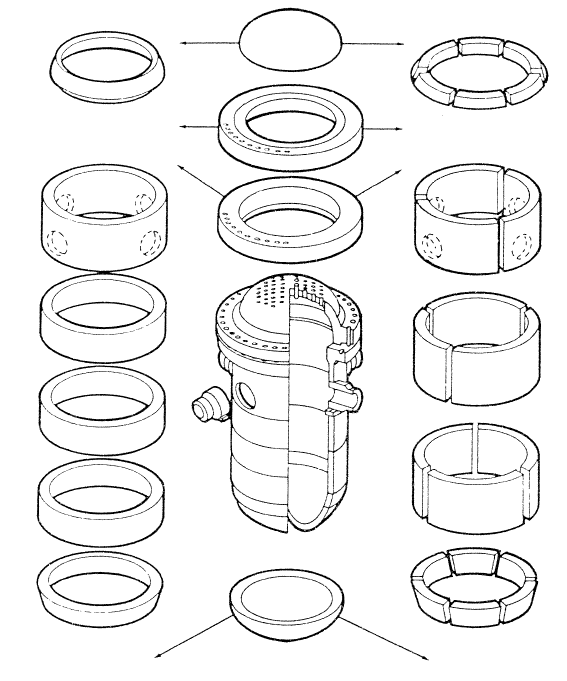
Schemi di costruzione del recipiente partendo da componenti laminati e saldati (sinistra) o da componenti forgiati e saldati (destra)

Il recipiente in pressione che delimita il reattore (in inglese vessel, letteralmente scafo) date le esigenze di resistenza a snervamento, a creep e saldabilità è realizzato in acciaio ferritico (nei VVER tradizionali acciaio 15H2NMFA, nell'EPR acciaio 16 MND 5, nel VBER-300 acciaio 15Cr2NiMo, per il reattore APR e per il reattore SMART acciaio SA508 Archiviato il 18 dicembre 2013 in Internet Archive.) rivestito internamente da minimo 3 mm di inox che delimita il reattore. In effetti tutte le superfici a contatto col refrigerante sono realizzate interamente o rivestite in acciaio inox AISI serie 300 o inconel.
Basandosi su proprietà statiche e di resilienza, sono stati selezionati da Westinghouse per closure studs, nuts, e washers i Type A 540, Class 3, Grade B23 o B24. Le superfici filettate e di contatto sono Parkerizzate per la resistenza alla corrosione e la ritenzione di lubrificante. 
I componenti interni sono appesi in corrispondenza della flangia della testa. Lo schema di costruzione e le dimensioni variano con la potenza, ma in generale si tratta di lamiere dello spessore massimo di circa 24 cm laminate o forgiate e saldate preferibilmente lungo il bordo circonferenziale a formare un cilindro la cui parte superiore detta testa o cupola (in inglese dome, spesso maccheronicamente tradotta con duomo) è flangiata e vi viene infine praticata una apertura per l'ingresso e una per l'uscita del refrigerante per ogni generatore di vapore, disposte a coppie per una migliore disposizione dei tubi del primario all'esterno del reattore. Viene poi chiuso da due calotte sferiche: inferiormente un fondo saldato alla base e superiormente un cappello, flangiato per essere bullonato alla testa.
La tenuta è garantita da due o-ring in Inconel 718 argentato: questi sono autoenergizzanti nel senso che si espandono mediante scanalature con l'aumento della pressione sulla superficie interna, e vengono sostituiti ad ogni apertura del recipiente. Poiché il cappello presenta più penetrazioni (per il passaggio barre di controllo o strumentazione, comunque saldate per evitare perdite di refrigerante; nel reattore W312 sono in totale 79 e in un modello Combustion Engineering in totale 83) rispetto al fondo, è più spesso ma sempre al di sotto dei 24 cm massimi laterali.
Ad ogni apertura viene saldato un boccaglio forgiato: quelli di ingresso sono rastremati per diminuire la velocità del refrigerante, e lo immettono nell'intercapedine alla base fra recipiente e tamburo cilindrico; quelli in uscita invece hanno diametro di 5 cm maggiore e sono prolungati all'interno in flange saldate con i boccagli prolungati dal deflettore, attingendo fluido dalla camera centrale della testa in cui il refrigerante esce del nocciolo.
Viene progettato per una pressione nominale di 17,4 MPa: viene condotta perciò una prova idrostatica a 21,7 MPa.  Le perdite vengono segnalate in modo indiretto dalle termocoppie esterne in quanto l'aumento della temperatura locale all'esterno è dovuto alla fuoriuscita del refrigerante, e portata dalla cavità del reattore nel recipiente di drenaggio del refrigerante.
Funge da primo contenimento del reattore, e si appoggia con dei pattini di acciaio in corrispondenza dei boccagli ad una struttura di supporto in acciaio ancorata alla cavità del reattore: le superfici scorrevoli permettono le contrazioni ed espansioni termiche, mentre degli stop laterali tengono il recipiente centrato nella cavità. Cavità e struttura di supporto per il recipiente sono refrigerate da un circuito autonomo rispetto a primario e secondario.

### Elementi di assorbimento
L'assorbimento dei neutroni nel reattore viene effettuato su tre livelli di organizzazione: procedendo dal generale al particolare sono: banco, elemento, barra (in inglese rispettivamente group, rod cluster control, abbreviato RCC, e control rod).
Ogni reattore ha circa una decina di banchi di assorbimento formati da elementi meccanicamente separati ma vincolati a muoversi assieme dato che i loro motori sono azionati tutti da un unico segnale elettrico. Esistono due tipi di banco a seconda dell'impatto che il movimento del banco ha sulla neutronica:
- banchi neri, destinati allo spegnimento e alla regolazione grossolana, (nell'EPR a barre riempite da una miscela di Argento (80%), Indio (15%) e Cadmio (5%)), in cui l'ultimo costituente è l'assorbitore neutronico mentre i primi due innalzano la temperatura di fusione ad 800 °C rendendola compatibile con le temperature di funzionamento del nocciolo.
- banchi grigi, destinati alla regolazione fine, nei Westinghouse di II generazione a barre con nucleo di afnio e guaina in acciaio inossidabile[14]; nell'EPR con nucleo in miscela di Argento, Indio e Boro). Questi ultimi sono stati introdotti storicamente in Francia con l'esigenza particolare di regolabilità seguendo il carico. Un banco grigio bilancia poi essenzialmente la variazione di reattività per tre[16] grandezze fisiche, riassunte come difetto di potenza[10]:
  - sezione d'urto di cattura radiativa del combustibile per effetto Doppler termico
  - sezione d'urto microscopica di rallentamento del refrigerante per effetto Doppler termico
  - espansione termica del refrigerante

All'interno di ogni banco perciò le barre sono tutte di un solo tipo. Nel modello di II generazione W412 ci sono rispettivamente 5 banchi di spegnimento, indicati negli schemi con prefisso S, e 4 banchi di controllo, indicati senza prefisso, con un totale di 53 elementi. Ogni banco viene identificato solitamente con una lettera seguendo l'ordine alfabetico. Tutti i banchi entrano nel nocciolo dall'alto verso il basso seguendo la gravità che può essere sfruttata in particolare dai gruppi di spegnimento anche in assenza di corrente ai loro motori aumentando la sicurezza. I banchi sono poi concepiti in modo che il massimo requisito per lo spegnimento possa essere soddisfatto anche con il banco più importante completamente estratto e immobilizzato.
Gli elementi di un singolo banco sono disposti simmetricamente nel nocciolo, e tutti hanno lo stesso numero di barre. Solo in alcuni elementi di combustibile e solo in alcune delle vacanze vengono inserite 4 o 8 barre di assorbimento. 
Ogni elemento di assorbimento inserisce tutte le sue barre in solo elemento combustibile (solitamente 4 o 8, quindi quando è presente non occupa comunque tutte le vacanze dell'e.c.). L'elemento di assorbimento comprende oltre alle barre anche il cosiddetto ragno, cioè l'insieme di bracci trasversali di collegamento delle barre, che rimane sopra l'elemento combustibile anche a inserimento completo, e una sola asta superiore più spessa cui si lega il ragno, che attraversa la camera superiore ed esce dalla testa recipiente. Sopra la testa si aggancia all'asta un motore a induzione, consistente essenzialmente di un solenoide che in un elemento di spegnimento tira dei ganci nel verso opposto a delle molle. Se manca corrente elettrica al banco di spegnimento i solenoidi smettono di tirare i ganci e le molle sganciano i suoi elementi che entrano insieme nel nocciolo cadendo: il sistema di attuazione è quindi a sicurezza passiva. Ogni manicotto guida termina al di sopra del nocciolo in modo che la barra completamente estratta vi sia comunque inserita, per due ragioni: per assicurare sempre l'inserimento corretto della barra e per ridurre la portata d'acqua attraverso i manicotti che rimpiazza la barra La forma conica rovesciata dei manicotti (in inglese thimbles) favorisce tanto l'inserimento iniziale quanto l'ammortizzazione a fine corsa delle barre; quattro fori nella parte intermedia riducono il tempo di caduta della barra favorendo lo svuotamento del canale dall'acqua, mentre la loro assenza finale è funzionale all'ammortizzazione a fine corsa; L'acqua nelle guide a barre estratte causa una variazione della generazione locale di potenza comunque trascurabile. Gli attuatori sono costantemente alimentati quindi devono essere costantemente raffreddati con aria in circolazione forzata tramite ventole.

### Riflettore
Facendo passare all'esterno del deflettore direttamente il refrigerante, che scherma poco i neutroni, la vita del recipiente per infragilimento da radiazione, che costituisce il collo di bottiglia per l'intera centrale, viene limitata a circa 40 anni a meno di sostituire il recipiente. Questo è proprio il periodo tipico di progetto dei reattori di seconda generazione. Per arrivare ai 60 anni tipici della terza generazione alla base nell'intercapedine fra recipiente e deflettore è necessario l'inserimento di un riflettore (nel W312 sono 4 ad arco, ognuno di 120 cm; nell'EPR sono più anelli impilati fissati con barre bullonate alla piastra superiore) solitamente in acciaio inossidabile (nei Westinghouse di seconda generazione inox AISI 304 con massima frazione massica di cobalto residua dello 0.20%; nel riflettore dell'EPR inox Z2CN19-10 in 90 tonnellate con maxCo dello 0.06%), che ha anche il beneficio di aumentare il consumo medio del combustibile omogeneizzando il flusso nel nocciolo. Poiché il riflettore subisce un grande irraggiamento gamma è necessaria una attenta refrigerazione, realizzata con fori e canali interni e con il passaggio all'esterno della portata che bypassa il nocciolo; nell'EPR vengono inseriti dei campioni dello stesso acciaio del recipiente per il monitoraggio del danno estratti dopo la prima ricarica, e dopo 10, 20 e 30 anni.
L'effetto negativo del riflettore è però quello di limitare più che la portata il volume di refrigerante disponibile in caso di depressurizzazione incidentale (LOCA), quindi l'inerzia del reattore prima della fusione del nocciolo, rendendo necessarie modifiche nei sistemi di refrigerazione di emergenza (ECCS).

## Circuito primario

### Refrigerante
Il refrigerante è costituito da acqua leggera. Nel primario ha una pressione di esercizio tra i 15 e i 16 MPa. 
Entra nella parte bassa del core a una temperatura di circa 275 °C quindi, asportando calore al core, fuoriesce dal vessel a 315 °C. Nonostante le alte temperature l'acqua rimane allo stato liquido grazie all'elevata pressione.

### Pressurizzatore
Nel circuito primario la pressione viene mantenuta costante, grazie al pressurizzatore. Si tratta di un recipiente ad alta pressione, connesso al primario tramite la "surge line". Al suo interno contiene per circa metà del suo volume acqua satura, per la restante parte vapore. Presenta inoltre due sottosistemi interni: 
- le docce, il cui compito è abbattere parte del volume di vapore, tramite l'introduzione di acqua fredda; 
- i riscaldatori, cioè resistenze elettriche, usate per produrre vapore.
Nel caso in cui il primario, per via di un aumento di temperatura, dovesse dilatare il volume d'acqua, all'interno del pressurizzatore si attivano le docce in modo da abbattere il vapore, facendo posto al liquido; viceversa nel caso di un raffreddamento del primario si attivano le resistenze in modo da produrre vapore per compensare la contrazione del refrigerante nel primario.
All'interno del pressurizzatore la temperatura è mantenuta a 345 °C.

### Pompe
Il refrigerante viene fatto circolare nel primario, tramite le pompe di ricircolo, cioè pompe capaci di smaltire elevate portate con una ridotta prevalenza. Per una centrale di grande taglia tali pompe arrivano a consumare anche 6 MW. Tramite queste pompe il refrigerante rimuove il calore dal core e lo cede al generatore di vapore, al cui secondario si ha la produzione di vapore da inviare in turbina. La pressione nel secondario è dell'ordine di 7-8 MPa. Sul secondario si hanno le pompe di alimentazione necessarie per portare la pressione dell'acqua estratta dal condensatore ai livelli richiesti dal generatore di vapore.

## Varianti

### Reattori di prima e seconda generazione

#### Reattori VVER
Sono reattori ad acqua in pressione.
In questi reattori l'acqua nel vessel viene mantenuta allo stato liquido aumentandone di molto la pressione. Concettualmente sono uguali ai reattori PWR, si differenziano principalmente per il numero dei loop uscenti dai reattori (nei PWR 3 o 4, nei VVER 6 o più), e dal fatto che i generatori di vapore sono orizzontali e non verticali. Oltre a questo, il sistema di contenimento del reattore in caso di incidente è concettualmente molto differente rispetto agli altri reattori occidentali.

#### Cina
La flilera di reattori ad acqua pressurizzata con sigla CPR, in costruzione da AREVA esclusivamente in Cina, ha come peculiarità principalmente il costo di costruzione, molto inferiore alle filiere attualmente (2010) in costruzione o allo studio. Sono classificati come reattori di generazione II+ visto che apportano miglioramenti rispetto alla seconda generazione Westinghouse cui si riferiscono, senza le soluzioni innovative proprie della III generazione.

### Reattori di III e III+ generazione
Segue un elenco dei rettori di III e III+ generazione:
- AP600
- AP1000, CAP1400
- APR1400, EU-APR, APR+, APR1000
- APWR
- ATMEA1
- CPR-1000
- EPR
- Hualong One, HPR1000
- System 80
- VBER-300
- VVER-600, VVER-1000, VVER-1200, VVER-1300/TOI

## Incidenti
L'unico incidente grave avvenuto in reattori non moderati a grafite, quello della centrale USA di Three Mile Island, ha avuto come protagonista un PWR, di tecnologia Babcock & Wilcox e ha portato nella versione ufficiale al rilascio all'esterno di quantità non significative di materiale radioattivo senza danni accertati per il personale della centrale o la popolazione (vedi la voce per i dettagli).

## Italia
In Italia l'unico reattore ad acqua pressurizzata commerciale, quello di Trino Vercellese è stato installato da Westinghouse; la centrale è stata chiusa a seguito del referendum, benché fosse comunque vicina alla fine prevista del periodo operativo. Comunque il Piano Energetico Nazionale, sviluppato all'inizio degli anni ottanta, prevedeva come progetto unificato (PUN) di centrale nucleare con due PWR da circa 950 MW di produzione netta di energia elettrica ognuno (con 3 circuiti refrigeranti, invece dei 4 di Trino).,. L'unico sito selezionato per una delle nuove centrali secondo il PUN fu Trino (4 reattori), mentre non si è mai arrivati ad una selezione del sito delle altre 4 centrali che dovevano completare il Piano Energetico Nazionale.